# Потери авиации Ирана в ирано-иракской войне
В ходе боевых действий с 1980 по 1988 гг. боевая авиация Ирана понесла значительные потери, основная часть которых приходится на 1980-й год. К концу войны практически весь состав иранской авиации вышел из строя, включая самолёты поставленные во время войны. В данном списке перечислены летательные аппараты ВВС Ирана и Армейской Авиации Ирана, потерянные в ходе ирано-иракской войны.

## Потери боевой авиации Ирана
- 25.06.1980 — F-5E сбит над Шаламшехом иракским ЗРК С-125. Пилот погиб.
- 17.08.1980 — военный вертолёт разбился на границе с Ираком. Три человека было ранено[1].
- 06.09.1980 — AH-1J сбит огнём противника. Оба лётчика погибли.
- 08.09.1980 — вертолёт неизвестного типа столкнулся с ЛЭП и разбился. Экипаж погиб.
- 09.09.1980 —  —  F-4E сбит иракским МиГ-21МФ[2].
- 09.09.1980 —  F-4E сбит или огнём с земли[3]. Один лётчик погиб, второй выжил.
- 10.09.1980 — Bell-214 столкнулся с землей. Весь экипаж выжил.
- 15.09.1980 — AH-1J сбит огнём 12.7-мм пулемёта. Оба лётчика погибли.
- 18.09.1980 — F-5E сбит огнём противника. Пилот погиб.
- 18.09.1980 — F-5E сбит зенитной ракетой. Пилот взят в плен.
- 21.09.1980 — SH-3 столкнулся с ЛЭП и разбился. Экипаж погиб.
- 22.09.1980 — F-4E столкнулся с ЛЭП и разбился. Оба лётчика погибли.

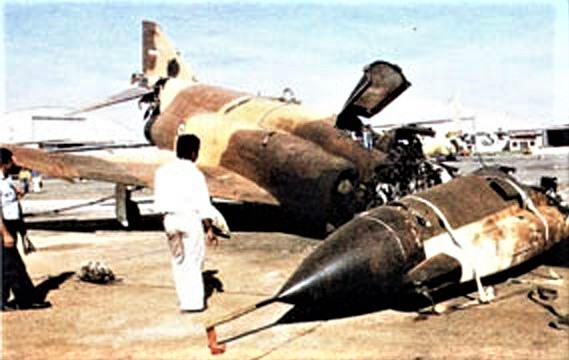
Иранский истребитель F-4 «Фантом» расстрелянный огнём из кормовой пушки Ту-22, операция «Эхо Кадиссии», 22 сентября 1980 года

- 22.09.1980 —  F-4E уничтожен на аэродроме Мехрабад иракскими Ту-22.
- 22.09.1980 —  F-4E уничтожен на аэродроме Хамадан иракскими Су-22.
- 22.09.1980 —  четыре F-4E уничтожены на аэродроме Исламабад-э-Герб иракскими Hawker Hunter[4].
- 22.09.1980 —  F-5E уничтожен на аэродроме Вахдати иракскими МиГ-23БН[5][6].
- 22.09.1980 —  F-5E уничтожен на аэродроме Вахдати иракскими МиГ-23БН[5][6].
- 22.09.1980 —  F-5E уничтожен на аэродроме Вахдати иракскими МиГ-23БН[5][6].
- 23.09.1980 —  F-5E над Мосулом сбит ракетой иракского истребителя МиГ-21МФ. Пилот погиб.
- 23.09.1980 —  F-5E над Мосулом сбит ракетой иракского истребителя МиГ-21МФ. Пилот погиб.
- 23.09.1980 —  F-5E над Мосулом сбит истребителем МиГ-23. Пилот погиб.
- 23.09.1980 —  F-5E над Дизфулем сбит дружественным огнём. Пилот погиб.
- 23.09.1980 —  F-5E над Дизфулем сбит дружественным огнём. Пилот погиб.
- 23.09.1980 — F-5E над Мосулом сбит огнём противника. Пилот погиб.
- 23.09.1980 — F-5E отказ техники над территорией противника. Пилот катапультировался и взят в плен.
- 23.09.1980 — F-5E над Насирией сбит огнём противника. Пилот взят в плен.
- 23.09.1980 — F-5E над Мосулом сбит огнём противника. Пилот спасся.
- 23.09.1980 —  F-4E повреждён ракетой с иракского истребителя МиГ-21МФ.
- 23.09.1980 — F-4 потерян по неизвестной причине.
- 23.09.1980 —  F-4E уничтожен на аэродроме Хамадан иракским Су-22. Оба лётчика погибли.
- 23.09.1980 —  F-4E уничтожен на аэродроме Хамадан иракским Су-22. Оба лётчика погибли.
- 23.09.1980 —  несколько вертолётов уничтожено на земле иракскими бомбардировщиками на авиабазе Керманшах[7].
- 24.09.1980 —  F-5E сбит дружественным огнём. Пилот погиб.
- 24.09.1980 — F-4E сбит зенитной ракетой. Оба лётчика погибли.
- 24.09.1980 — F-4E потерян по неизвестной причине. Оба лётчика погибли.
- ?.09.1980 — F-5E сбит огнём противника. Пилот взят в плен.
- 25.09.1980 —  F-5E потерян уклоняясь от истребителей. Пилот погиб.
- 25.09.1980 — F-5E потерян по неизвестной причине. Пилот погиб.
- 25.09.1980 —  F-4E сбит истребителем МиГ-23. Оба лётчика погибли.
- 26.09.1980 — F-4E потерян по неизвестным причинам. Оба лётчика погибли.
- 26(25?).09.1980 —  RF-4E сбит над Басрой истребителем МиГ-21МФ. Один лётчик спасся, второй взят в плен, но позже был спасён.
- 27.09.1980 — F-5E сбит огнём противника. Пилот погиб.
- 27.09.1980 —  F-4D сбит дружественным огнём. Оба лётчика погибли.
- 27.09.1980 — F-4E сбит зенитной ракетой. Оба лётчика погибли.
- 27.09.1980 — F-4E сбит зенитной ракетой. Один лётчик выжил.
- 28.09.1980 — F-5E сбит зенитной ракетой. Пилот погиб.
- 28.09.1980 — F-4 потерян по неизвестным причинам. Оба лётчика погибли.
- 30.09.1980 — F-5E сбит огнём противника. Пилот погиб.
- 30.09.1980 —  F-4E сбит ракетой американского перехватчика F-14A. Судьба экипажа неизвестна.
- 01.10.1980 — F-4E сбит огнём противника. Экипаж погиб.
- 01.10.1980 — Bell потерян по неизвестным причинам. Экипаж погиб.
- 02.10.1980 — F-4E подбит во время возвращения. Один лётчик выжил.
- 02.10.1980 — F-4E сбит ракетой во время возвращения. Оба лётчика пропали без вести.
- 02.10.1980 — F-4E подбит в ходе рейда. Экипаж катапультировался во время возвращения и взят в плен.
- 02.10.1980 —  F-4E сбит огнём пушки иракского истребителя-бомбардировщика Су-22. Оба лётчика погибли. (случай выше?)
- 03.10.1980 — AH-1J потерян по неизвестным причинам. Судьба экипажа неизвестна.
- 04.10.1980 — Bell-214 сбит в районе границы. Экипаж из трёх человек взят в плен.
- 04(09?).10.1980 — F-4E сбит над Басрой ЗРК С-75 при попытке перехватить Ту-16. Экипаж погиб. (случай ниже?)
- 04.10.1980 — F-4E потерян над Ираком по неизвестным причинам. Экипаж погиб.
- 05.10.1980 — F-5E разбился(сбит?) после взлёта. Судьба пилота неизвестна.
- 05.10.1980 — F-5E сбит огнём противника. Судьба пилота неизвестна.
- 05.10.1980 —  20 боевых вертолётов на аэродроме в Керманшахе уничтожено иракской авиацией[8]. В этом ударе также пострадала транспортная авиация (см. ниже)
- 06.10.1980 — F-5E потерян по неизвестным причинам. Судьба пилота неизвестна.
- 06.10.1980 —  F-4E(D?) сбит огнём пушки иракского истребителя МиГ-23МС. Оба лётчика погибли.
- 07.10.1980 — F-5E сбит зенитной ракетой. Лётчик погиб.
- 08.10.1980 —  F-4D повреждён ракетой иракского истребителя МиГ-21МФ.
- 09(04?).10.1980 —  F-4D сбит огнём пушки иракского истребителя МиГ-21МФ. Оба лётчика погибли.
- 10.10.1980 — F-5E потерян по неизвестным причинам. Судьба пилота неизвестна.
- 10.10.1980 — F-5E сбит зенитной ракетой. Лётчик погиб.
- 10.10.1980 — F-5E потерян по неизвестным причинам. Судьба пилота неизвестна.
- 10(08?).10.1980 —  F-4E(D?) сбит огнём пушки иракского истребителя МиГ-21МФ. Оба лётчика погибли.
- 11.10.1980 — F-5E потерян по неизвестным причинам. Судьба пилота неизвестна.
- 11.10.1980 — F-5E сбит огнём противника. Судьба пилота неизвестна.
- 11.10.1980 — F-4E потерян по неизвестным причинам. Один лётчик выжил.
- 12.10.1980 — Bell-214 сбит огнём противника. Весь экипаж, четыре человека, погиб.
- 12.10.1980 — F-4E потерян по неизвестным причинам. Судьба экипажа неизвестна.
- 13.10.1980 — Bell-206 сбит огнём противника. Один лётчик погиб, другой ранен.
- 13.10.1980 — AH-1J потерян по неизвестным причинам. Судьба экипажа неизвестна.
- 13.10.1980 —  F-5E сбит ракетой иракского истребителя МиГ-21МФ. Пилот погиб. (случаи выше/ниже?)
- 16.10.1980 — AH-1J сбит огнём противника. Судьба экипажа неизвестна.
- 17(19?).10.1980 —  F-4E потерян в воздушном бою с иракским истребителем МиГ-21МФ. Экипаж погиб.
- 17.10.1980 —  F-4E обстрелян своими зенитчиками и сбит иракской зенитной ракетой. Один лётчик погиб, второй взят в плен.
- 23.10.1980 —  F-5E сбит ракетой иракского истребителя МиГ-21МФ. Судьба пилота неизвестна.
- 23.10.1980 —  F-5E сбит ракетой иракского истребителя МиГ-21МФ. Судьба пилота неизвестна.
- 23.10.1980 — F-5E сбит огнём противника. Судьба пилота неизвестна. (случаи выше?)
- 23.10.1980 — F-4E потерян по неизвестным причинам. Судьба экипажа неизвестна.
- 24.10.1980 — F-5E пилот катапультировался над Ираком и был убит в ходе зачистки.
- 24.10.1980 — F-4E сбит огнём противника. Оба лётчика погибли.
- 24.10.1980 —  F-14A сбит иракским истребителем МиГ-21.
- 25.10.1980 — F-5E сбит огнём противника. Пилот погиб.
- 25.10.1980 —  неизвестный вертолёт сбит ракетой МиГ-а. Судьба экипажа неизвестна.
- 26.10.1980 — F-4E сбит огнём противника. Оба лётчика взяты в плен.
- 26.10.1980 —  F-5E сбит дружественным огнём. Экипаж катапультировался и был расстрелян.
- 26.10.1980 —  F-14A повреждён обломками сбитого иракского истребителя МиГ-21.
- 27.10.1980 —  CH-47 сбит иракскими МиГами. Три члена экипажа погибло, два выжило.
- 28.10.1980 —  CH-47 сбит иракским истребителем. Часть экипажа погибла, часть взята в плен.
- ?.10.1980 —  AH-1J сбит иракским истребителем МиГ-23МС.
- 01.11.1980 —  F-5E сбит ракетой иракского истребителя МиГ-21МФ. Пилот погиб.
- 01.11.1980 —  C-47 уничтожен во время бомбардировки аэродрома Абадан.
- 08.11.1980 — F-5E сбит зенитной ракетой. Пилот погиб.
- 08.11.1980 — F-4E подбит осколками ракеты ЗРК С-75, что вызвало самопроизвольное катапультирование пилота. Оператор посадил самолёт.
- 13(14?).11.1980 —  F-5 сбит ракетой иракского истребителя МиГ-23МС. Пилот погиб.
- 14.11.1980 — F-4E потерян под зенитным огнём. Судьба лётчиков неизвестна.
- 14.11.1980 — F-4E потерян под зенитным огнём. Судьба лётчиков неизвестна.
- 15.11.1980 — F-5E подбит над Ираком. Добит дружественным ЗРК на обратном пути. Судьба пилота неизвестна.
- 16.11.1980 — F-5E потерян по неизвестным причинам. Судьба пилота неизвестна.
- 16.11.1980 — неизвестный летательный аппарат столкнулся с ЛЭП. Судьба пилота неизвестна.
- 18.11.1980 — F-4E потерян по неизвестным причинам. Оба лётчика выжили.
- 18.11.1980 — F-5E сбит ракетой. Судьба лётчика неизвестна.
- 21.11.1980 —  неизвестный вертолёт сбит вражеским самолётом при перевозке раненых.
- 22.11.1980 —  F-4D сбит ракетой иракского истребителя МиГ-23МС. Судьба экипажа неизвестна.
- 26.11.1980 —  F-5E столкнулся с иракским МиГ-21 и разбился. Пилот погиб.
- 26.11.1980 —  F-5E сбит ракетой иракского истребителя МиГ-21бис. Пилот погиб.
- 28.11.1980 — F-5E потерян по неизвестным причинам. Судьба пилота неизвестна.
- 28.11.1980 —  F-4E сбит ракетой иракского истребителя МиГ-23МС. Судьба экипажа неизвестна.
- 29(16?).11(10?).1980 —  F-4E сбит ракетой иракского истребителя МиГ-23МС. Оба лётчика погибли.
- ?.12.1980 —  F-4E сбит ракетой иракского истребителя МиГ-21бис. Судьба экипажа неизвестна.
- 03.12.1980 — F-4E сбит зенитной ракетой. Оба лётчика спасены.
- ?.12.1980 —  F-14A сбит иракским истребителем МиГ-21бис. Оба лётчика погибли.
- 5.12.1980 —  F-5E тяжело повреждён огнём иракского истребителя МиГ-23МС. Списан?
- 06.12.1980 —  AH-1J сбит иракскими истребителями МиГ-21. Один лётчик погиб, другой выжил.
- 08.12.1980 — F-5E потерян по неизвестным причинам. Судьба пилота неизвестна.
- 10.12.1980(09.01.1981?) —  F-4E сбит иракским истребителем МиГ-23. Оба лётчика погибли.
- 19.12.1980 — F-4D сбит огнём противника. Оба лётчика взяты в плен.
- 19(16?).12.1980 —  F-5E сбит иракским истребителем МиГ-21 или МиГ-23. Пилот спасён.
- 09.01.1981 —  F-4E сбит иракским истребителем МиГ-23МС над провинцией Махшехр. Оба лётчика погибли.
- 05.01.1981 — F-4E сбит своими зенитчиками над провинцией Махшехр. Оба лётчика погибли.
- 07.01.1981 —  боевой вертолёт сбит иракским истребителем МиГ-23МС[9], иранские источники потерю подтверждают[10].
- 07.01.1981 —  боевой вертолёт сбит иракским истребителем МиГ-23МС[9], иранские источники потерю подтверждают[10].
- 10.01.1981 —  боевой вертолёт AH-1J сбит иракским истребителем МиГ-23, потерю подтвердили иранцы[11].
- 12.01.1981 —  AH-1J сбит иракским вертолётом Ми-25. Судьба экипажа неизвестна.
- 18.01.1981 —  F-4E сбит ракетой иракского истребителя МиГ-21. Судьба экипажа неизвестна.
- ?.02.1981 —  AH-1J в районе границы с Ираком в ходе операции Танге Хаджян был сбит попаданием из танковой пушки. Пилот Вали Ростами с сильными ожогами и оператор Табатабай успели покинуть горящую машину[12];
- ?.02.1981 —  AH-1J в ходе операции Танге Хаджян был сбит попаданием из танковой пушки. Пилот лейтенант Голамреза Шахпарасть и оператор Джавад Аклаги смогли выжить при крушении[13];
- 05.02.1981 —  F-4E сбит иракским истребителем МиГ-23МС. Оба лётчика погибли.
- 05.02.1981 —  Bell-214 разбился возле озера Урмия. Пилотом был Хассан Мухмуд[14];
- 13.02.1981 — F-4E потерян по неизвестным причинам. Оба лётчика выжили.
- 21.02.1981 — F-5E потерян по неизвестным причинам. Судьба пилота неизвестна.
- 10.03.1981 —  Bell 206 потерян во время разведывательного полёта вдоль шоссе Сенендедж-Мериван. Весь экипаж четыре члена экипажа погибли, в том числе командир Мухаммед Сахрай[14];
- 15.03.1981 — F-5E потерян над Ираком по неизвестным причинам. Судьба пилота неизвестна.
- 27.03.1981 — AH-1J разбился пролетев 27 км после взлёта. Оба лётчика погибли.
- 05.04.1981 — Bell-214 разбился на полигоне. Судьба экипажа неизвестна.
- 14.04.1981 —  F-14A сбит дружественным ЗРК HAWK. Оба лётчика погибли.
- 14.04.1981 —  F-14A повреждён дружественным ЗРК HAWK. Самолёт не уничтожен
- 21.04.1981 —  F-14A повреждён ракетами иракского истребителя МиГ-23МС. Списан.
- 22.04.1981 —  F-4E повреждён ракетой иракского истребителя МиГ-21МФ.
- 28.04.1981 —  AH-1J в районе Сарполь-э-Захаб сбит прямым попаданием снаряда танка Т-62. При крушении погиб лучший иранский вертолётчик Али Акбар Широуди, оператор лейтенант Ахмад Реза Араш был ранен[14][15];
- ?.05.1981 —  F-4E сбит ракетой иракского истребителя МиГ-21МФ. Судьба экипажа неизвестна[16].
- ?.05.1981 —  F-4E сбит ракетой иракского истребителя МиГ-21МФ. Судьба экипажа неизвестна[16].
- ?.05.1981 —  F-5E сбит ракетой иракского истребителя МиГ-21МФ. Судьба пилота неизвестна[16].
- ?.05.1981 —  F-5E сбит ракетой иракского истребителя МиГ-21МФ. Судьба пилота неизвестна[16].
- ?.05.1981 —  AH-1J сбит над Сусенгердом ракетой иракского истребителя МиГ-21МФ. Судьба экипажа неизвестна[16].
- ?.05.1981 — F-4E подбит после атаки, разбился при посадке. Судьба лётчиков неизвестна. (одна из записей выше?)
- 07.05.1981 —  F-4E сбит ракетой иракского истребителя МиГ-21МФ. Судьба экипажа неизвестна[16].
- 08.05.1981 —  F-5E сбит ракетой иракского истребителя МиГ-21МФ. Судьба пилота неизвестна[16].
- 23.05.1981 —  неизвестный вертолёт сбит иракским истребителем.
- 23.05.1981 —  неизвестный вертолёт сбит иракским истребителем.
- 08.06.1981 — Bell-205 сбит огнём противника. Весь экипаж, четыре человека, погиб.
- 21.07.1981 —  AH-1J (р/н 3-4491) сбит танковым снарядом к югу от реки Керхе, провинции провинции Хузестан. Экипаж «Кобры» младшие лейтенанты Халкани и Али-Мадад были тяжело ранены[14][17];
- 21.07.1981 —  поисково-спасательный Bell-214A (р/н 6-4776), летевший для спасения экипажа сбитой танком «Кобры», сам был сбит танковым снарядом. Из экипажа майор Саджади и капитан Барджестех погибли, лейтенанту Ашрафи удалось выжить с ранениями[14][17];
- 28.07.1981 —  неизвестный вертолёт сбит иракским истребителем.
- ?.09.1981 — AH-1J сбит во время осады Абадана. Судьба экипажа неизвестна.
- ?.09.1981 — AH-1J сбит во время осады Абадана. Судьба экипажа неизвестна.
- ?.09.1981 — AH-1J сбит во время осады Абадана. Судьба экипажа неизвестна.
- ?.09.1981 — AH-1J сбит во время осады Абадана. Судьба экипажа неизвестна.
- ?.09.1981 — AH-1J сбит во время осады Абадана. Судьба экипажа неизвестна.
- ?.09.1981 — AH-1J сбит во время осады Абадана. Судьба экипажа неизвестна.
- ?.09.1981 — AH-1J сбит во время осады Абадана. Судьба экипажа неизвестна.
- ?.09.1981 — AH-1J сбит во время осады Абадана. Судьба экипажа неизвестна.
- ?.09.1981 — AH-1J сбит во время осады Абадана. Судьба экипажа неизвестна.
- ?.09.1981 — CH-47 сбит во время осады Абадана. Судьба экипажа неизвестна.
- ?.09.1981 — CH-47 сбит во время осады Абадана. Судьба экипажа неизвестна.
- ?.09.1981 — Bell-214 сбит во время осады Абадана. Судьба экипажа неизвестна.
- ?.09.1981 — Bell-214 сбит во время осады Абадана. Судьба экипажа неизвестна.
- ?.09.1981 — Bell-214 сбит во время осады Абадана. Судьба экипажа неизвестна.
- 26.10.1981 — AH-1J сбит. Судьба лётчиков неизвестна.
- 30.10.1981 —  F-4E сбит иракскими МиГами. Один лётчик погиб, другой взят в плен.
- 31.10.1981 —  Bell-214 сбит иракским МиГом. Весь экипаж, три человека, погиб.
- ?.10.1981 — CH-47 угнан иранскими офицерами в Ирак.
- 18.11.1981 —  F-14A сбит ракетой иракского истребителя Mirage F1. Лётчики катапультировались.
- 24.11.1981 —  F-14A сбит ракетой иракского истребителя Mirage F1. Лётчики катапультировались.
- 24.11.1981 —  F-14A сбит ракетой иракского истребителя Mirage F1. Лётчики катапультировались.
- 12.12.1981 —  F-4E сбит ракетой иракского истребителя Mirage F1. Судьба экипажа неизвестна.
- 27.01.1982 —  RF-4E сбит ракетой ираского истребителя Mirage F1. Судьба экипажа неизвестна.
- 26.02.1982 —  F-5E сбит ракетой иракского истребителя Mirage F1. Судьба пилота неизвестна.
- 19.03.1982 -  F-4 получил тяжёлые поврежедения от огня иракского перехватчика МиГ-25. Списан?[18];
- 20.03.1982 — неизвестный летательный аппарат сбит ракетой в Шуш. Один член экипажа погиб.
- 22.03.1982 — F-14A, помпаж двигателя, лётчики катапультировались.
- ?.03.1982 —  F-14A сбит иракским истребителем МиГ-21.
- 01.04.1982 —  F-5E сбит иракским истребителем Mirage F1. Пилот погиб.
- 30.04.1982 — AH-1J потерян в ходе атаки вражеских танков. Судьба лётчиков неизвестна.
- 30.04.1982 — AH-1J разбился по неизвестным причинам. Судьба лётчиков неизвестна.
- 06.05.1982 — F-4E сбит в Шаламшех. Оба лётчика катапультировались и были расстреляны огнём с обеих сторон.
- 16.05.1982 —  F-4E сбит ракетой иракского истребителя Mirage F1. Судьба экипажа неизвестна.
- 12.07.1982 — F-5E загорелся и взорвался на взлётной полосе. Судьба пилота неизвестна.
- 14.07.1982 — AH-1J сбит над Басрой с помощью ПТУР «Малютка». Пилот погиб.
- 21.07.1982 — F-4E сбит над Багдадом ЗРК Roland. Один лётчик погиб, второй взят в плен.
- 31.07.1982 — F-4E разбился при посадке. Оба лётчика погибли.
- 07.10.1982 — AH-1J сбит прямым попаданием. Судьба пилота неизвестна.
- 15.10.1982 — CH-47 приземлился и был брошен из за преследования иракских Ми-25.
- ?.10.1982 —  AH-1J сбит огнём пушки иракского истребителя МиГ-21МФ. Судьба экипажа неизвестна.
- ?.10.1982 —  AH-1J сбит огнём пушки иракского истребителя МиГ-21МФ. Судьба экипажа неизвестна.
- ?.10.1982 —  F-4E сбит иракским истребителем МиГ-21МФ. Судьба экипажа неизвестна.
- 27.10.1982 —  F-4E сбит ракетой иракского вертолёта Ми-25.
- 24.11.1982 —  F-5F сбит иракским перехватчиком МиГ-25ПД, пилоты катапультировались[19].
- ?.11.1982 —  Bell-214A уничтожен на земле иракскими МиГ-23БН[20].
- ?.11.1982 —  Bell-214A уничтожен на земле иракскими МиГ-23БН[20].
- ?.11.1982 —  иранский вертолёт уничтожен на земле иракскими МиГ-23БН[20].
- ?.12.1982 —  F-5E сбит ракетой Р-40М иракского перехватчика МиГ-25[19].
- 27.01.1983 —  RF-4E сбит иракским истребителем Mirage F1. Один лётчик погиб, второй выжил.
- 05.02.1983 — F-4E потерян по неизвестным причинам. Пилот катапультировался и спасён.
- ?.02.1983 —  C-130 обстрелян ракетой иракского перехватчика МиГ-25ПД.
- 12.03.1983 —  Bell-214 сбит ракетой иракского самолёта. Судьба экипажа неизвестна.
- 12.06.1983 — Bell-214 столкнулся с ЛЭП и разбился. Весь экипаж, пять человек, погиб.
- 10.07.1983 — F-5E угнан в Турцию.
- 15.07.1983 —  CH-47, перевозящий солдат, сбит иракским истребителем Mirage F1.
- 15.07.1983 —  CH-47, перевозящий солдат, сбит иракским истребителем Mirage F1.
- 15.07.1983 —  CH-47, перевозящий солдат, сбит иракским истребителем Mirage F1.
- 02.08.1983 — Bell-214 потерян в Шаламшех по неизвестным причинам. Судьба экипажа неизвестна.
- ?.08-09.1983 —  F-4E сбит ракетой иракского истребителя Mirage F1. Оба лётчика взяты в плен.
- 04.10.1983 —  F-14A сбит в воздушном бою с иракским истребителем.
- 07.10.1983 — Bell-214 сбит ракетой над Ираком. Часть экипажа из пяти человек погибла, часть попала в плен.
- 13.11.1983 —  F-5E сбит ракетой истребителя МиГ-21. Пилот погиб.
- 21.11.1983 —  F-14A сбит в воздушном бою с иракским истребителем.
- ?.?.1984 —  F-5E сбит ракетой иракского истребителя Mirage F1. Судьба пилота неизвестна.
- 25.02.1984 — AH-1J сбит над шоссе Басра-Багдад огнём иракской ЗСУ-23-4 «Шилка».
- 25.02.1984 — AH-1J сбит над шоссе Басра-Багдад огнём иракской ЗСУ-23-4 «Шилка».
- 25.02.1984 — AH-1J сбит над шоссе Басра-Багдад огнём иракской ЗСУ-23-4 «Шилка».
- 25.02.1984 — AH-1J сбит над шоссе Басра-Багдад огнём иракской ЗСУ-23-4 «Шилка».
- 26.02.1984 —  CH-47 сбит огнём пушки иракского истребителя МиГ-21МФ. Экипаж выжил. (записи ниже?)
- 27.02.1984 —  CH-47 сбит огнём пушки иракского истребителя МиГ-21бис. Судьба экипажа неизвестна. (записи ниже?)
- ?.02.1984 —  группа из 50 вертолётов была перехвачена иракской авиацией над островом Маджнун, 49 были сбиты[21].
- 05.03.1984 — CH-47 разбился при ночной посадке. Три члена экипажа погибло.
- 29.03.1984 —  ASH-3D Sea King сбит ракетой иракского истребителя. Погиб командир Морской Авиации Ирана капитан Набипур, ещё как минимум двое были ранены, но спаслись[22].
- ?.04.1984 —  F-5E сбит ракетой иракского перехватчика МиГ-25ПД. Пилот погиб.
- 03.06.1984 — F-5E потерян по неизвестным причинам над Табризом. Судьба пилота неизвестна.
- 05.06.1984 —  F-4E сбит ракетой саудовских F-15D. Оба лётчика погибли.
- 05.06.1984 —  F-4E повреждён ракетой саудовских F-15D.
- 11.06.1984 —  F-5E сбит своими зенитчиками. Судьба пилота неизвестна.
- 01.07.1984 —  F-14A сбит иракским истребителем Mirage F1.
- 11.08.1984 —  F-14A сбит ракетой иракского истребителя МиГ-23МЛ. Один лётчик погиб, второй выжил.
- 11.08.1984 —  F-14A сбит дружественным ЗРК HAWK. Оба лётчика погибли.
- 30.08.1984 — F-4E угнан в Ирак.
- 16.10.1984 — Bell-214 разбился при выполенении задания в 10 км от Урмии. Двое лётчиков погибли, судьба бортмеханика неизвестна.
- 29.12.1984 —  F-4E сбит ракетой иракского истребителя Mirage F1. Оба лётчика спасены.
- ?.?.1984 — F-5E угнан в Саудовскую Аравию. Самолёт возвращён несколькими неделями позже.
- ?.?.1984 — F-5E угнан в Саудовскую Аравию. Самолёт возвращён несколькими неделями позже.
- 14.02.1985 —  F-4 сбит своими зенитчиками. Оба лётчика погибли.
- 19.02.1985 — RF-5 разбился во время тренировочного полёта в Куом. Судьба пилота неизвестна.
- ?.02-03.1985 —  F-4E сбит ракетой иракских истребителей. Оператор погиб, судьба пилота неизвестна.
- 12.03.1985 — Bell-214 сбит ракетой в Ховизе. Экипаж погиб.
- 21.03.1985 —  F-4D сбит иракским перехватчиком МиГ-25ПД. Пилот погиб, оператор катапультировался.
- 24.03.1985 —  F-14A сбит в воздушном бою над островом Харк. Судьба лётчиков неизвестна.
- 05.06.1985 —  F-4E сбит иракским перехватчиком МиГ-25ПД. Судьба лётчиков неизвестна.
- 08.06.1985 — F-4D подбит над Багдадом и рухнул у деревни Кашкули. Оба лётчика взяты в плен.
- 21.07.1985 — CH-47 угнан в Ирак.
- 14.09.1985 — потерян неизвестный летательный аппарат.
- ?.?.1985 —  F-4D уничтожен на авиабазе Нождех в результате иракского авиаудара[23].
- 24.01.1986 — F-5E сбит в ходе операции «Вальфаджр-8». Судьба пилота неизвестна.
- 06.02.1986 —  RF-4E был обстрелян иракским истребителем МиГ-23МЛ.
- ?.02-04.1986 —   в ходе операции «Вальфаджр-8» был сбит вертолёт Bell 214A, ещё 25 вертолётов были повреждены, из них 22 отремонтированы, поражения были огнём PC-7C, ЗУ-23 в воздухе и на земле ударами МиГ-21бис (подтверждается иранскими данными)[24].
- 13.02.1986 —  F-5E сбит ракетой иракского истребителя МиГ-23МЛ. Пилот взят в плен.
- 15.02.1986 —  F-4E сбит ракетой иракского истребителя Mirage F1. Оба лётчика спаслись.
- 15.02.1986 —  F-4E сбит ракетой иракского истребителя МиГ-23МЛ.
- 15.02.1986 —  F-4E сбит ракетой иракского истребителя МиГ-23МЛ.
- 16.02.1986 —  F-4 тяжело повреждён во время налёта на аэродром. Списан?
- 16.02.1986 —  F-4 тяжело повреждён во время налёта на аэродром. Списан?
- ?.05.1986 —  F-5E сбит над Тегераном дружественным ЗРК HAWK. Судьба пилота неизвестна.
- 24.04.1986 —  CH-47 столкнулся с горой предположительно после попадания ракеты с иракского истребителя. Два члена экипажа погибло, ещё девять ранено.
- 10.05.1986 — AH-1J сбит крупнокалиберным пулемётом в ходе операции «Вальфаджр-8». Пилот капитан Мохаммад Шафие и оператор Хуссейн Растгуу погибли[24].
- 10.06.1986 —  F-4D сбит иракским перехватчиком МиГ-25ПД. Судьба экипажа неизвестна.
- 05.07.1986 —  F-4 сбит своими зенитчиками. Судьба экипажа неизвестна.
- 14.08.1986 — F-5E сбит огнём ПВО противника в Сулеймании. Пилот катапультировался и был взят в плен.
- 14.08.1986 — F-5E сбит огнём ПВО противника в Сулеймании. Пилот катапультировался и был спасён курдами.
- ?.08.1986 — F-4 угнан в другую страну.
- ?.08.1986 — F-4 угнан в другую страну.
- ?.08.1986 — F-4 угнан в другую страну.
- 02.09.1986 — F-4 угнан в Ирак.
- 02.09.1986 — F-4 угнан в Ирак.
- 02.09.1986 —  F-14A сбит иракским истребителем МиГ-23МЛ. 2 пилота были взяты в плен[25].
- 06.10.1986 —  F-4D сбит своими зенитчиками. Оба лётчика погибли.
- 21.11.1986 — неизвестный летательный аппарат потерян в провинции Керманшах.
- 01.01.1987 — AB.205A-1 сбит над полуостровом Фао. Весь экипаж 4 человека погиб, в том числе высокопоставленный офицер Хуссейн Шах-Малеки[24].
- 17.01.1987 —  F-14A сбит ракетой иракского истребителя МиГ-25ПДС[26]. Один лётчик погиб, второй выжил. Ранее считалось что воздушную победу одержал МиГ-23МЛ.
- ?.01.1987 —  AH-1J на авиабазе Месджеде-Солейман уничтожен иракскими Су-22М4[27].
- ?.01.1987 —  Bell-214A на авиабазе Месджеде-Солейман тяжело повреждён иракскими Су-22М4[27].
- 01.02.1987 —  F-4E сбит ракетой иракского истребителя. Судьба экипажа неизвестна.
- 01.02.1987 —  F-5E сбит ракетой иракского истребителя. Судьба пилота неизвестна.
- 06.03.1987 — AH-1J пропал над Рыбным озером во время операции «Кербела-5». Тела лётчиков были позже найдены.
- 27.03.1987 —  F-4E сбит ракетой иракского истребителя Mirage F1. Один лётчик катапультировался, судьба второго неизвестна.
- 22.04.1987 — F-4E разбился в ходе тренировочного полёта в Ормузе. Оба лётчика погибли.
- 27(17?).04.1987 — Bell-214 сбит огнём противника в ходе операции «Кербела-10». Четыре члена экипажа взяты в плен, ещё один погиб.
- 14.06.1987 —  F-4E сбит ракетой иракского истребителя МиГ-23МЛ. Судьба экипажа неизвестна.
- 14.06.1987 —  F-4E сбит ракетой иракского истребителя МиГ-23МЛ. Судьба экипажа неизвестна.
- 14.07.1987 —  F-14A, помпаж двигателя в ходе воздушного боя. Судьба лётчиков неизвестна.
- 06.08.1987 — F-5F получил прямое попадание 23-мм снаряда ЗА в кабину, которое убило первого лётчика в звании генерала, второй лётчик сумел привести машину на базу.
- 08.08.1987 —  F-4E обстрелян американским перехватчиком F-14A.
- ?.12.1987 — неизвестный летательный аппарат потерян в Бушир. Судьба экипажа неизвестна.
- 29.12.1987 — самолёт ВВС Ирана рухнул на жилые дома в ходе тренировочного вылета в районе аэропорта Мехрабад. Члены экипажа самолёта не пострадали, на земле погибло 6 человек и несколько было ранено[28][29];
- 13.01.1988 — Bell-214 сбит противником в ходе операции «Зафар-5»;
- 31.01.1988 — F-4E потерян по неизвестным причинам над островом Харк. Судьба лётчиков неизвестна.
- 04.02.1988 — AH-1J врезался в гору 75 км западнее Сенанадж во время снежного шторма. Судьба экипажа неизвестна.
- 05.02.1988 —  F-14A, пилотируемый асом Джалилем Занди, повреждён ракетами иракского истребителя Mirage F1.
- 16.03.1988 — Bell-214 потерян над высотой Биджар.
- 22.05.1988 —  вертолёт марки Bell был сбит иракским боевым вертолётом над иранской территорией[30];
- ?.05.1988 —  F-4E был обстрелян иракским истребителем Mirage F1.
- Середина 1988 —  F-5E сбит ракетой иракского истребителя Hunter F.MK.59[31]. Иранский пилот подполковник М. Варастех был взят в плен[32].
- 19.06.1988 — Bell-206 сбит в провинции Мехран. Два лётчика и один пассажир погибли.
- 25.06.1988 —  AH-1J сбит ракетой иракского истребителя МиГ-23МЛ. Судьба экипажа неизвестна.
- 09(19?).07.1988 —  F-14A сбит ракетой иракского истребителя Mirage F1. Судьба экипажа неизвестна.
- 09(19?).07.1988 —  F-14A сбит ракетой иракского истребителя Mirage F1. Судьба экипажа неизвестна.
- 19.07.1988 —  F-4E сбит ракетой иракского истребителя Mirage F1. Судьба экипажа неизвестна.
- 19.08.1988 — F-5 сбит огнём с земли. Пилот катапультировался.
- 22.07.1988 — неизвестный летательный аппарат сбит иракцами во время операции «Мерсад».
- ?.?.198? — F-5 сбит кувейтским ЗРК HAWK[33].

## Инциденты и потери транспортной и гражданской авиации

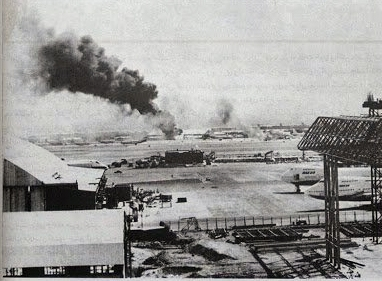
Столб дыма от горящих иранских самолётов на аэродроме Мехрабад после удара Ту-22, 22 сентября 1980 года

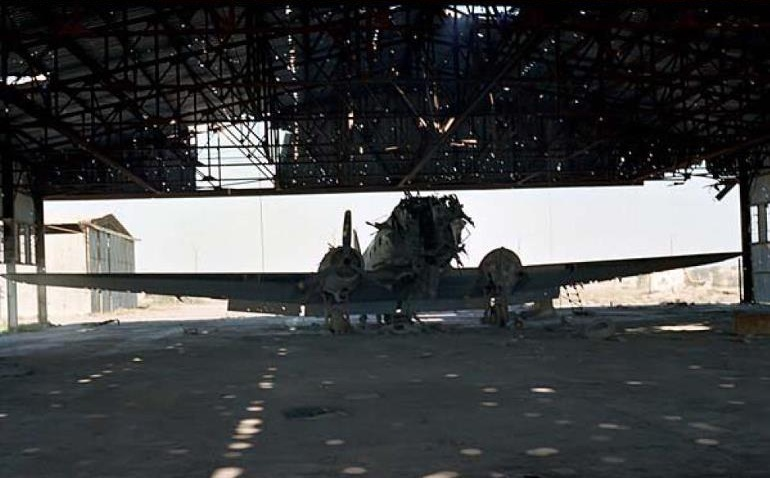
Уничтоженный иранский транспортный самолёт C-47 Skytrain в аэропорту Абадана

- 5.08.1980 — четыре иранца сбежали на самолёте Fokker F-27 в Ирак[35];
- 22.09.1980 —  во время бомбардировки столичного аэродрома Мехрабад иракские Ту-22 поразили 8 иранских крупногабаритных самолётов, из которых были уничтожены 1 транспортный C-130 и 1 топливозаправщик KC-707, ещё 5 Boeing-707 и 1 Boeing-747 получили различные повреждения[14];
- 22.09.1980 — пассажирский Boeing-727 повреждён во время бомбардировки аэродрома Тебриз[36];
- 05.10.1980 —  2 крупногабаритных транспортных самолёта на аэродроме в Тегеране уничтожено иракской авиацией[8];
- 08.12.1980 —  C-130 ВВС Ирана вёз раненых в Керманшах, при заходе на посадку был сбит огнем своей ПВО. Весь экипаж погиб, включая командира капитана Насрутола Агайи[14];
- 11.06.1981 — Turbo Commander 690A столкнулся с горой при взлёте с трассы в районе Зенджана. Погибло шесть человек экипажа, включая командира Майора Сееда Мехди Дамавани, единственная потеря самолёта данного типа в войне[14][37];
- 28.07.1981 — иранский полковник Бехзад Моези сбежал на самолёте Boeing-707 во Францию[35];
- 29.08.1981 — у C-130H (р/н 5-8552, с/н 4594) ВВС Ирана произошёл взрыв в воздухе, после чего самолёт разбился при вынужденной посадке возле Кехризека. Погибло по разным данным 32 или 80 человек, включая министра обороны Ирана. Командиром самолёта был полковник Мерзад Мосташари[14][38];
- 16.10.1982 — пассажирский Boeing-727 угнан в Австрию;
- 03.11.1982 — BN-2A Islander (р/н EP-PBE, с/н 581) разбился на иранской территории, пилот, который был единственный на борту, погиб[39];
- 17.03.1983 — BN-2A Islander (р/н EP-PAC, с/н 273) разбился на иранской территории[40];
- 19.06.1984 — девять иранцев сбежали на самолёте Fokker F-27 во Францию[35];
- ?.?.1984 —  C-130E сбит ракетой иракского истребителя Mirage F1. Судьба экипажа неизвестна[16];
- 12.08.1986 — пассажирский Falcon-20E угнан в Ирак, произведя посадку в Багдаде. Самолёт угнал иранский пилот капитан Али Акбар Мохаммеди[35];
- 28.08.1984 — пассажирский A-300 Airbus (р/н EP-IBS) угнан в Ирак, произведя посадку в Багдаде[41];
- 09.09.1984 — пассажирский Boeing-727 угнан в Ирак, произведя посадку в Басре[42];
- 10.02.1985 — P-3F Orion (р/н 5-8702, с/н 185-6002[43]) 55-й эскадрильи авиации ВМС Ирана упал в Персидский залив. Экипаж Саед Карими и Амир Мордакили[14];
- 20.02.1986 —  транспортный Fokker F-27 сбит иракским перехватчиком МиГ-25. 2 пилота и 49 пассажиров (в основном военных) погибло[14];
- 23.02.1986 —  EC-130E «Khoofash» ВВС Ирана сбит иракским перехватчиком МиГ-25ПД[44];
- 15.10.1986 —  пассажирский Boeing-737 (р/н EP-IRG) уничтожен ракетой, выпущенной самолётом Mirage F1, во время удара по аэродрому Шираз, погибло 3 или 5[45] пассажиров и 30 было ранено[46];
- 15.10.1986 —  до 23 транспортных самолётов C-130 были уничтожены на земле иракскими Mirage F1 в результате удара по аэродрому Шираз[47][48];
- 02.11.1986 — C-130, перевозящий солдат врезался в гору в 11 км от Захедана. Все 103 человека, находившихся на борту, погибли[49][50];
- 08.02.1987 —  Falcon-20 ВВС Ирана при посадке на аэродром Омидийе был сбит зенитной ракетой, выпущенной своими иранскими зенитчиками, которые в это время проводили тренировку. Оба члена экипажа находившиеся на борту погибли[51];
- ?.?.1987 —  по неподтверждённой информации C-130 мог быть сбит иракским истребителем Hunter[16];
- 03.07.1988 —  пассажирский A-300 Airbus (р/н EP-IBU) сбит ракетным крейсером ВМС США. Все 290 человек находившихся на борту погибли.

## Статистика
Данный список не является полным и будет дополняться. Основной проблемой является закрытость либо отсутствие как таковой информации о применении авиации в ирано-иракской войне.
Перед войной Иран имел около 450 боевых, 60 транспортных, 80 учебных и 50 лёгких самолётов и 750 боевых и транспортных вертолётов (включая 202 AH-1J Sea Cobra и 22 CH-47 Chinook).
Динамика изменения численности боеспособной иранской авиации:
- Начало войны — 188 F-4D/E, 14 RF-4E, 166 F-5E/F, 77 F-14A.
- Середина войны — 35 F-4D/E, 3 RF-4E, 50 F-5E/F, 10 F-14A. (в 1986 году Ирану было поставлено 23 F-4E непосредственно из наличного состава ВВС США)[52]
- Конец войны — 20 F-4, 20 F-5, 7 — 9 F-14A[53][54].

Из 202 вертолётов AH-1J имевшихся в начале войны, в конце могло взлететь в воздух только 62 из них, часть повреждённых вертолётов впоследствии была отремонтирована.
Некоторые иракские заявления об иранских потерях оказались завышенными, что однако позже признавала и иракская сторона. Например, за 23 сентября 1980 года Ирак заявлял о сбитии 67 иранских самолётов, но иракцы указывали, что подсчёт ввёлся по данным с радаров и что эта информация не может быть достаточно точной и количество сбитых самолётов в этот день было значительно ниже изначально заявленного. За все четыре месяца боевых действий 1980 года Ирак заявлял о сбитых 460 самолётах, что больше, чем имелось у ВВС Ирана.
По иранским данным в ходе войны было безвозвратно потеряно не менее 177 боевых самолётов типа F-14, F-4 и F-5, без учёта самолётов этого типа списанных после войны в результате повреждений полученных в ходе войны. Потери вертолётов по западным заявлениям составили 250 единиц, в том числе 100 AH-1, 85 Bell 212/214, 53 Bell-205/206 и 12 Boeing CH-47 Chinook. По иранским данным потери некоторых вертолётов были больше, например, вертолётов CH-47 было сбито, разбилось, либо было угнано не менее 14 единиц, ещё 4 было списано после войны из за повреждений полученных в ходе войны. Хотя один угнанный «Чинук» был возвращён, в сумме количество безвозвратных потерь CH-47 составляло не менее 17, что больше чем заявления западных источников.
Необычайно высоким был уровень угонов, только за два месяца 1986 года было угнано шесть самолётов.